# August Dehnel
August Gustaw Dehnel (* 25. Juni 1903 in Warschau; † 22. November 1962) war ein polnischer Zoologe. Nach ihm wurde der „Dehnel-Effekt“ (englisch Dehnel’s phenomenon) benannt, der die saisonal bedingte Schrumpfung von Waldspitzmäusen beschreibt.

## Leben
August Gustaw Dehnel war ein Sohn des Physikers Michał Dehnel († 30. Dezember 1924) und dessen Ehefrau Maria Sliwicka. 1922 begann er ein Studium an der Universität Warschau und wurde 1926 zum Doktor der Philosophie promoviert.
Nach dem Überfall auf Polen 1939 wurde Dehnel als Leutnant eingezogen und geriet in deutsche Kriegsgefangenschaft. Im Gefangenenlager Groß Born hielt er Vorträge über Biologie und organisierte Kurse. Er gehörte zum kleinen Kreis der Berater des polnischen Lagerkommandanten.
Im Mai 1946 kehrte er aus der Gefangenschaft zurück und begann im Staatlichen Zoologischen Museum in Lublin zu arbeiten. Ein Jahr später kam er an die Maria-Curie-Skłodowska-Universität in Lublin. Hier begann er seine Forschungsserien, die zur Entdeckung des Phänomens der saisonalen Änderung der Größe der Hirnschale bei Waldspitzmäusen führte. Ihn fiel außerdem auf, dass im Winter gefangenen Spitzmäuse deutlich kleiner waren als Exemplare, die im Sommer gefangen wurden.
Diese Entdeckung, die er 1949 veröffentlichte, wurde zuerst 1958 von Hans Schubarth als „Dehnel’s phenomenon“ bezeichnet. Zu Lebzeiten fand Dehnels Entdeckung jedoch wenig Beachtung und wurde erst viele Jahre später überprüft und bestätigt.
Später wurde Dehnel außerordentlicher Professor an der Universität Warschau. Er wurde Mitglied wissenschaftlicher Akademien und nahm an vielen internationalen Kongressen teil.
August Dehnel wurde das Ritterkreuz des Ordens der Wiedergeburt Polens verliehen.